# Тейде 1
Тейде 1 (лат. Teide 1) — зоря — коричневий карлик, що розташований у зоряному скупченні Стожари на відстані 400 світлових років від Землі. Це перший коричневий карлик, що був відкритий в 1995 році. Ідентифікований за допомогою ПЗЗ-камери в іспанській обсерваторії Роке-де-лос-Мучачос Канарського інституту астрофізики.
Цей об'єкт є масивнішим за планети (55 ± 15 маси Юпітера), але менш масивним, ніж зірки (0,052 маси Сонця). Радіус коричневого карлика трохи перевищує радіус Юпітера (або рівний 1/10 радіуса Сонця). Його поверхнева температура становить 2600 ± 150 К, що становить близько половини від температури Сонця. Світність становить 0,08—0,05 % світності Сонця. Вік — лише 120 млн років.